# Збендовиці
Збендовиці (пол. Zbędowice) — село в Польщі, у гміні Казімеж-Дольний Пулавського повіту Люблінського воєводства.
Населення — 1270 осіб (2011).

## Демографія
Демографічна структура станом на 31 березня 2011 року:
|          | Загалом | Допрацездатний вік | Працездатний вік | Постпрацездатний вік |
| -------- | ------- | ------------------ | ---------------- | -------------------- |
| Чоловіки | 628     | 130                | 423              | 75                   |
| Жінки    | 642     | 140                | 353              | 149                  |
| Разом    | 1270    | 270                | 776              | 224                  |